# Dub v Jetřichovicích
V obci Jetřichovice v okrese Děčín nedaleko od hotelu Pražská vyhlídka rostl památný dub letní (Quercus robur). Památný strom. Když byl 23. března 2011 pokácen, byl vysoký asi 25 m a starý odhadem více než 150 let.[zdroj?] Dub byl chráněn pro svůj vzrůst.